# Шишкин, Денис Николаевич
Денис Николаевич Шишкин (5 января 1988) — российский биатлонист, призёр чемпионата России. Мастер спорта России.

## Биография
Воспитанник ДЮСШ р.п. Сузун Новосибирской области. С юношеского возраста выступал за СДЮСШОР «Локомотив» г. Новосибирска.
На юношеском уровне становился призёром первенства России 2009 года в командной гонке. Победитель в эстафете и бронзовый призёр в гонке на 6 км первенства России среди 14-летних в 2002 году.
На взрослом уровне — серебряный призёр чемпионата России 2012 года в гонке патрулей в составе команды Новосибирской области. Также становился призёром этапа Кубка России в эстафете[уточнить], бронзовым призёром чемпионата Сибирского и Дальневосточного ФО (2011).
Завершил профессиональную карьеру в середине 2010-х годов.

## Личная жизнь
Супруга — биатлонистка Людмила Шишкина. Есть сын.